# Pois Sim, Pois Não
Pois Sim, Pois Não é um samba de Ary Barroso, gravado por Carmen Miranda em 14 de dezembro de 1937, e lançado em disco pela Odeon Records.

## Relançamento
A canção foi relançada algumas vezes em discos, como na coletânea Carmen Miranda, de 1996. Em 2007, no CD Carmen Canta Ary Barroso, da EMI Music. E em 2013, no álbum Ary Barroso - Brasil Brasileiro.